# Your Favorite Weapon
Your Favorite Weapon (с англ. — «Твоё Любимое Оружие», в оригинальном издании Your+Favorite+Weapon) — дебютный студийный альбом американской рок-группы Brand New. Альбом был выпущен 9 октября 2001 года с лейбла Triple Crown. Альбом состоит в основном из тяжелых поп-панк-песен с пауэр-аккордами. В текстах подробно описываются взлеты и падения подростковых отношений и переживаний. Со временем, когда звучание группы кардинально изменилось, многие песни с альбома были исключены из сет-листов на концертах. 21 ноября 2011 года выходит переиздание альбома с обновлённой обложкой и бонус-треками.

## Предыстория
Вокалист-гитарист Джесси Лейси, басист Гаррет Тирни и барабанщик Брайан Лейн ранее играли в группе Rookie Lot, где-то в конце 90-х. Но группа в итоге распалась. Более участники не играли вместе, пока Джесси, Брайан и Гаррет не стали снова репетировать. Тем самым появилась новая группа "Brand New", название которой придумал Брайан. Вскоре к группе присоединился гитарист Винсент Аккарди, который ранее играл в One Last Goodbye. Группа самостоятельно выпустила свою первую одноименную демо запись, и позже начала приобретать популярность за пределами своего родного штата после гастролей с группами Midtown и Glassjaw. Лейн работал в студии звукозаписи, которую группа собиралась использовать для записи нового материала. Группа подписала контракт с Triple Crown после своего второго шоу. Фред Фелдман из Triple Crown изначально интересовался хардкорной группой Home Town Hero,  в которой играли Тирни и Лейн, но к тому времени, когда Фред связался с Лейном, Home Town Hero распалась в течение шести месяцев. Brand New отправили Фреду свою демо запись. Лейси сказал, что лейбл был "отличным для группы во всех отношениях".

## Запись
На группу повлияли такие музыкальные проекты, как Lifetime, Foo Fighters, The Cars и The Smiths. Во время туров, группа также слушала исполнителей Saves the Day, Modest Mouse и Green Day. По словам гитариста Аккарди, все песни были написаны "в течение всего нашего подросткового возраста. Некоторые песни были написаны за два-три года до выхода пластинки".
Альбом был спродюсирован Майком Сапоне, другом группы. Весь альбом был перезаписан заново, когда оригинальная запись была потеряна на жестком диске компьютера. Все песни из демо-версии группы были перезаписаны для альбома. Позже группа призналась, что им не понравилось общее звучание альбома.

## Значение песен
Песня The Shower Scene отсылает к истории актрисы Джанет Ли в фильме Психо.
Название сингла Jude Law and a Semester Abroad отсылает к актеру Джуду Лоу.
Failure by Design рассказывает о том, как Лейси переживает творческий кризис.
Seventy Times 7 была написана о вражде между Лейси и гитаристом Taking Back Sunday Джоном Ноланом. Нолан написал такую же песню, но о вражде со своей точки зрения в Taking Back Sunday There's No 'I' in Team. Название песни является отсылкой к отрывку из Библии, в частности Матфея 18:22.
Soco Amaretto Lime был написан для друга Лейси — Питера и о девушке Лейси. Питер увидел группу, "как мы изменились за последние пару лет. Люди ругали девушку Лейси за то, что она хотела быть со мной.. Они были злобными, старыми и завистливыми... Вот откуда взялись последние строчки в песне."

## Релиз

### Оригинальный релиз и гастроли
Альбом был выпущен из под крыла лейбла Triple Crown 9 октября 2001 года. В период с конца октября по конец ноября группа сделала турне по США с группой The Reunion Show. В январе и феврале 2002 года гастролировали по США при поддержке Further Seems Forever, Recover и Hot Rod Circuit. Затем группа отправилась в весенний тур в мае и начале июня с Finch, The Starting Line и Autopilot Off. В начале июня группа отправилась в короткий тур с Dashboard Confessional. В июне группу поддержали Thrice и Recover. В конце июня лейбл Yodode Recordings выпустил альбом на виниле вместе с дополнительным треком ...My Nine Rides Shotgun. В июле на лейбле Much Music было выпущено музыкальное видео на песню Jude Law and a Semester Abroad. Он был снят на фестивале скейтбординга и серфинга. Группа отправилась в летнее турне с Taking Back Sunday и Rufio. В сентябре было объявлено, что группа перезаписала Jude Law and a Semester Abroad для возможного выпуска на радио.
Затем группа отправилась в турне с Movielife в период с середины октября по начало декабря при поддержке The Reunion Show и Orange Island. В ноябре группа выпустила перезаписанную версию Jude Law and a Semester Abroad на MP3.com. Альбом был выпущен в Великобритании 10 марта 2003 года на лейбле Eat Sleep. Также в марте группа отправилась в тур по Великобритании с Finch. В период с конца апреля по начало мая группа совершила турне по США при поддержке A Static Lullaby и Orange Island. Первоначально Hot Rod Circuit был анонсирован для поддержки группы, но позже был заменен для группы The Early November. Группа завершила гастрольный цикл концертом в Нью-Йорке перед аудиторией в 5000 человек. Jude Law and a Semester Abroad был выпущен в качестве сингла в Великобритании 2 июня.

### Переиздание и наследие
9 февраля 2004 года альбом был выпущен в Австралии на лейбле Below Par. Благодаря успеху их второго альбома Deja Entendu, лейбл Razor & Tie переиздали Your Favourite Weapon 22 апреля. Альбом был переиздан в Австралии на лейбле Cortex 5 мая 2007 года. 21 ноября 2011 года было выпущено переиздание альбома с обновлённой обложкой и бонус-треками.

## Отзывы
Альбом обрел "культовый статус", по словам автора CMJ New Music Monthly Арье Дворкена. В июле 2003 года альбом продался в количестве более 50,000 тысяч копий. Альбом был включен под номером 15 в список Rock Sound "51 самый важный поп-панк-альбом всех времен". BuzzFeed включил альбом под номером 6 в свой список "36 поп-панк-альбомов, которые вам нужно услышать, прежде чем вы, черт возьми, умрете". NME включил альбом в список "20 поп-панк-альбомов, которые вызовут у вас ностальгию". "Soco Amaretto Lime" был включен в список "11 классических летних джемов" Alternative Press. Брендан МакМастер из Noisecreep заявил, что этот альбом изменил его жизнь.
| Оценки критиков      | Оценки критиков |
| Источник             | Оценка          |
| -------------------- | --------------- |
| AbsolutePunk         | Favorable       |
| AllMusic             | [ 43 ]          |
| Consequence of Sound | (favorable)     |
| PopMatters           | (favorable)     |
| Punknews.org         | [ 46 ]          |
| Sputnikmusic         | [ 47 ]          |

## Трек-лист
Слова и музыка всех песен — Brand New, за исключением 11 трека (был написан Джоном Ноланом).
| №                   | Название                         | Длительность |
| ------------------- | -------------------------------- | ------------ |
| 1.                  | «The Shower Scene»               | 2:24         |
| 2.                  | «Jude Law and a Semester Abroad» | 3:41         |
| 3.                  | «Sudden Death in Carolina»       | 3:01         |
| 4.                  | «Mix Tape»                       | 3:57         |
| 5.                  | «Failure by Design»              | 3:15         |
| 6.                  | «Last Chance to Lose Your Keys»  | 3:25         |
| 7.                  | «Logan to Government Center»     | 3:02         |
| 8.                  | «The No Seatbelt Song»           | 4:29         |
| 9.                  | «Seventy Times 7»                | 3:32         |
| 10.                 | «Secondary»                      | 3:01         |
| 11.                 | «Magazines»                      | 2:50         |
| 12.                 | «Soco Amaretto Lime»             | 4:46         |
| Общая длительность: | Общая длительность:              | 41:27        |

## Участники записи
- Джесси Лейси — вокал, гитара
- Винсент Аккарди — гитара, бэк-вокал
- Гаррет Тирни — бас-гитара
- Брайан Лейн — барабаны, перкуссия